# (416) Ватикана
(416) Ватикана (лат. Vaticana) —  астероид главного пояса, который принадлежит к светлому спектральному классу S. Он был открыт 4 мая 1896 года французским астрономом Огюстом Шарлуа в обсерватории Ниццы и назван в честь Ватиканского холма.
По некоторым оценка масса этого астероида может быть несколько выше (3,27 ± 3,10)⋅1018 кг при диаметре 87,10 ± 2,57 км.